# 대니 발렌시아
대니얼 폴 발렌시아(Daniel Paul Valencia, 1984년 9월 19일, 플로리다주 마이애미 ~ ) 또는 대니 발렌시아(Danny Valencia)는 미국의 야구 선수이며, 포지션은 3루수이다.

## 생애
고등학교 시절, 그는 세 번의 군 대표와 두 번의 주 대표로 발탁되었다. 대학교 시절, 그는 남부 연맹 선정 '올해의 신인상'을 수상하였으며, 연맹 대표 이군 팀에 선정되었다. 그는 마이애미 대학교에서 활약하던 2006년, 메이저 리그 베이스볼 드래프트에서 19라운드에 미네소타 트윈스에 지명되었다.
마이너 리그 시절, 그는 애팔래치아 리그 (2006), 미드웨스트 리그 (2007), 플로리다주 리그 (2008)에서 올스타에 선정되었다. 그는 2010 시즌을 앞두고 야구 전문지 베이스볼 아메리카로부터 미네소타 트윈스에서 여섯 번째로 주목할 유망주로 뽑히기도 했다.
그는 2010년 6월 3일 미네소타 트윈스에서 메이저 리그 데뷔를 치렀으며, '베이스볼 아메리카'의 2010 시즌 '올해의 루키 팀'에서 3루수에 이름을 올렸고, 2010 시즌 톱스 올스타 루키 팀에서 3루수에 이름을 올렸다.

## 연도별 타격 성적
| 연 도     | 소 속     | 경 기 | 타 석 | 타 수 | 득 점 | 안 타 | 2 루 타 | 3 루 타 | 홈 런 | 루 타 | 타 점 | 도 루 | 도 루 자 | 희 생 번 | 희 생 플 | 볼 넷 | 고 4 | 사 구 | 삼 진 | 병 살 타 | 타 율 | 출 루 율 | 장 타 율 | O P S |
| --------- | --------- | ----- | ----- | ----- | ----- | ----- | ------- | ------- | ----- | ----- | ----- | ----- | -------- | -------- | -------- | ----- | ---- | ----- | ----- | -------- | ----- | -------- | -------- | ----- |
| 2010년    | MIN       | 85    | 322   | 299   | 30    | 93    | 18      | 1       | 7     | 134   | 40    | 2     | 0        | 0        | 3        | 20    | 0    | 0     | 46    | 11       | .311  | .351     | .448     | .799  |
| 2011년    | MIN       | 154   | 608   | 564   | 63    | 139   | 28      | 2       | 15    | 216   | 72    | 2     | 6        | 0        | 4        | 40    | 2    | 0     | 102   | 15       | .246  | .294     | .383     | .677  |
| 2012년    | MIN       | 34    | 132   | 126   | 13    | 25    | 6       | 1       | 2     | 39    | 17    | 0     | 1        | 0        | 3        | 3     | 0    | 0     | 32    | 5        | .198  | .212     | .310     | .522  |
| 2012년    | BOS       | 10    | 29    | 28    | 1     | 4     | 0       | 0       | 1     | 7     | 4     | 0     | 0        | 0        | 1        | 0     | 0    | 0     | 6     | 1        | .143  | .138     | .250     | .388  |
| '12계     | BOS       | 44    | 161   | 154   | 14    | 29    | 6       | 1       | 3     | 46    | 21    | 0     | 1        | 0        | 4        | 3     | 0    | 0     | 38    | 6        | .188  | .199     | .299     | .497  |
| 2013년    | BAL       | 52    | 170   | 161   | 20    | 49    | 14      | 1       | 8     | 89    | 23    | 0     | 2        | 0        | 1        | 8     | 0    | 0     | 33    | 5        | .304  | .335     | .553     | .888  |
| 2014년    | KC        | 36    | 119   | 110   | 8     | 31    | 5       | 0       | 2     | 42    | 11    | 0     | 0        | 0        | 1        | 7     | 0    | 1     | 27    | 4        | .282  | .328     | .382     | .710  |
| 2014년    | TOR       | 50    | 165   | 154   | 12    | 37    | 11      | 1       | 2     | 56    | 19    | 1     | 1        | 0        | 3        | 7     | 0    | 1     | 35    | 4        | .240  | .273     | .364     | .636  |
| '14계     | TOR       | 86    | 284   | 264   | 20    | 68    | 16      | 1       | 4     | 98    | 30    | 1     | 1        | 0        | 4        | 14    | 0    | 2     | 62    | 8        | .258  | .296     | .371     | .667  |
| 통산：5년 | 통산：5년 | 421   | 1545  | 1442  | 147   | 378   | 82      | 6       | 37    | 583   | 186   | 5     | 10       | 0        | 16       | 85    | 2    | 2     | 281   | 45       | .262  | .301     | .404     | .705  |

- 2014시즌 종료 기준.

## 국가대표 경력
2019년 9월 대니 발렌시아는 이스라엘 시민권 취득에 성공하였고, 이에 따라 2019년 9월 7일부터 15일까지 독일에서 치러지는 2019년 유럽 야구 선수권 대회에 이스라엘 대표팀의 일원으로 참가하였다. 이 대회에서 이스라엘 대표팀은 4위를 기록하였으며, 발렌시아는 29타수 동안 .207의 타율과 3홈런 7타점을 기록하였다.
발렌시아는 또한 2019년 9월 이탈리아에서 열린 2020년 하계 올림픽 야구 유럽/아프리카 예선에 이스라엘 대표팀 선수로 참가하였다. 이스라엘은 유럽/아프리카 예선에서 4승 1패로 1위를 기록하여 2020년 하계 올림픽 야구 본선 진출권을 획득하였다. 발렌시아는 이 대회에서 1루수와 지명타자로 주로 출전하였으며, 16타수 동안 .375의 타율과 .500의 출루율을 기록하였다. 또한 득점 (7), 홈런 (3), 타점 (9), 볼넷 (5), 장타율 (1.000) 부문에서 1위를 기록하였다.

## 참조
1. ↑  http://espn.go.com/mlb/team/salaries/_/name/tor/toronto-blue-jays
2. ↑  Hillel Kuttler (2019년 9월 5일). “Israel's Baseball Team Has a Secret Weapon – and It May Get It Into the Olympics”. 《Haaretz》 (영어). 2019년 11월 29일에 확인함.
3. ↑  “EUROPEAN Championship A-Pool - ISRAEL”. 2019년 11월 29일에 확인함.
4. ↑  Scott Barancik (2019년 9월 13일). “Moving on up”. 《Jewish Baseball News》 (영어). 2019년 11월 29일에 확인함.
5. ↑  “2019 stats Leadersboard”. 2019년 9월 22일에 원본 문서에서 보존된 문서. 2019년 11월 29일에 확인함.